# Massif de l'Étoile
Chaîne de l'Étoile

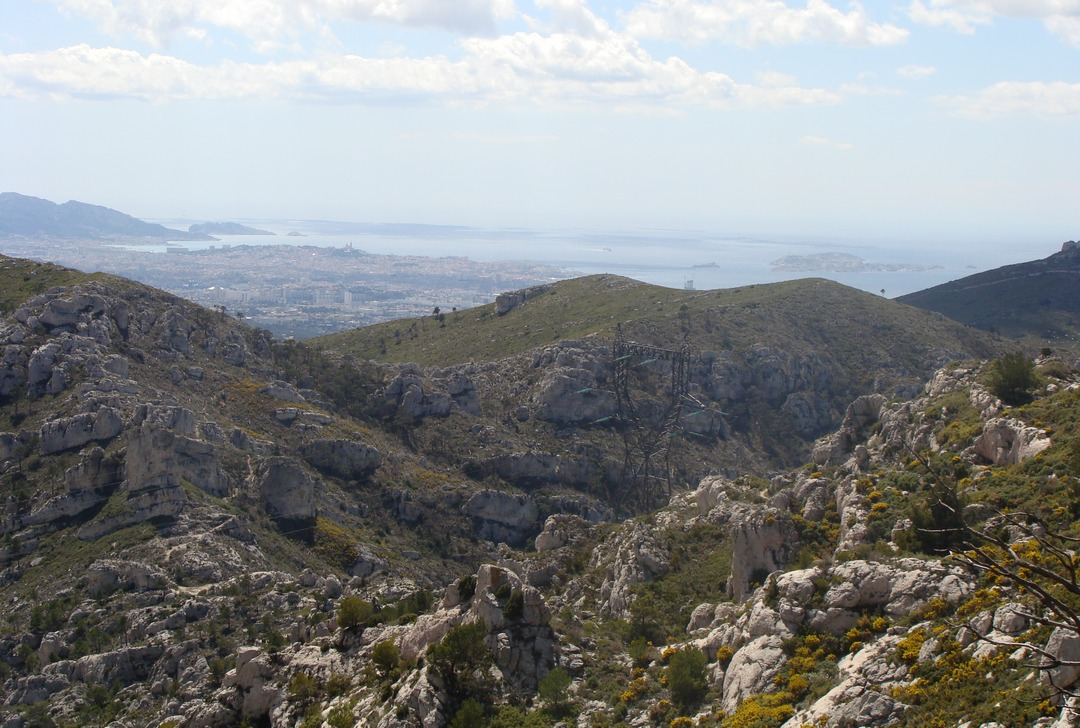
Marseille depuis le massif de l'Étoile.

Le massif de l'Étoile ou chaîne de l'Étoile est un petit massif montagneux situé au nord de Marseille. D'une superficie de 10 000 hectares, il culmine à 779 mètres au Grand-Puech. Avec le massif du Garlaban, il forme une chaîne de montagnes de la basse Provence calcaire littorale dans le sud des Bouches-du-Rhône. Elles constituent un vaste espace naturel d’environ 20 000 hectares qui émergent au cœur d’un complexe urbain de plus d’un million d’habitants avec les agglomérations de Marseille, Aix-en-Provence, Aubagne et Gardanne.
Le massif traverse 18 communes des Bouches-du-Rhône.
En limite nord de l'agglomération marseillaise, ce massif offre une belle image des collines non littorales de la Basse-Provence calcaire avec une flore typique, comprenant des espèces endémiques et rares dont l'une de l'Annexe II du système de protection végétale (Arenaria provincialis), une végétation bien typée de taillis, garrigues, pelouses et habitats rupestres appartenant à l'étage méso-méditerranéen avec même, grâce à un ubac franc, une ébauche d'étage supra-méditerranéen (taillis - futaies de la chênaie pubescente à houx et de pinèdes de pin sylvestre) et une faune méditerranéenne dont les études en cours montrent pour l'instant typicité et originalité.

## Toponymie
Selon Frédéric Mistral, le nom Mountagno de l'Estello en provençal (Montanha de l'Estela selon la norme classique) dont la traduction directe en français est « montagne de l'Étoile », proviendrait de l'orientation de ce massif par rapport à Marseille, au nord géographiquement de la cité phocéenne, et donc en direction de l'étoile polaire.

## Géographie

### Situation

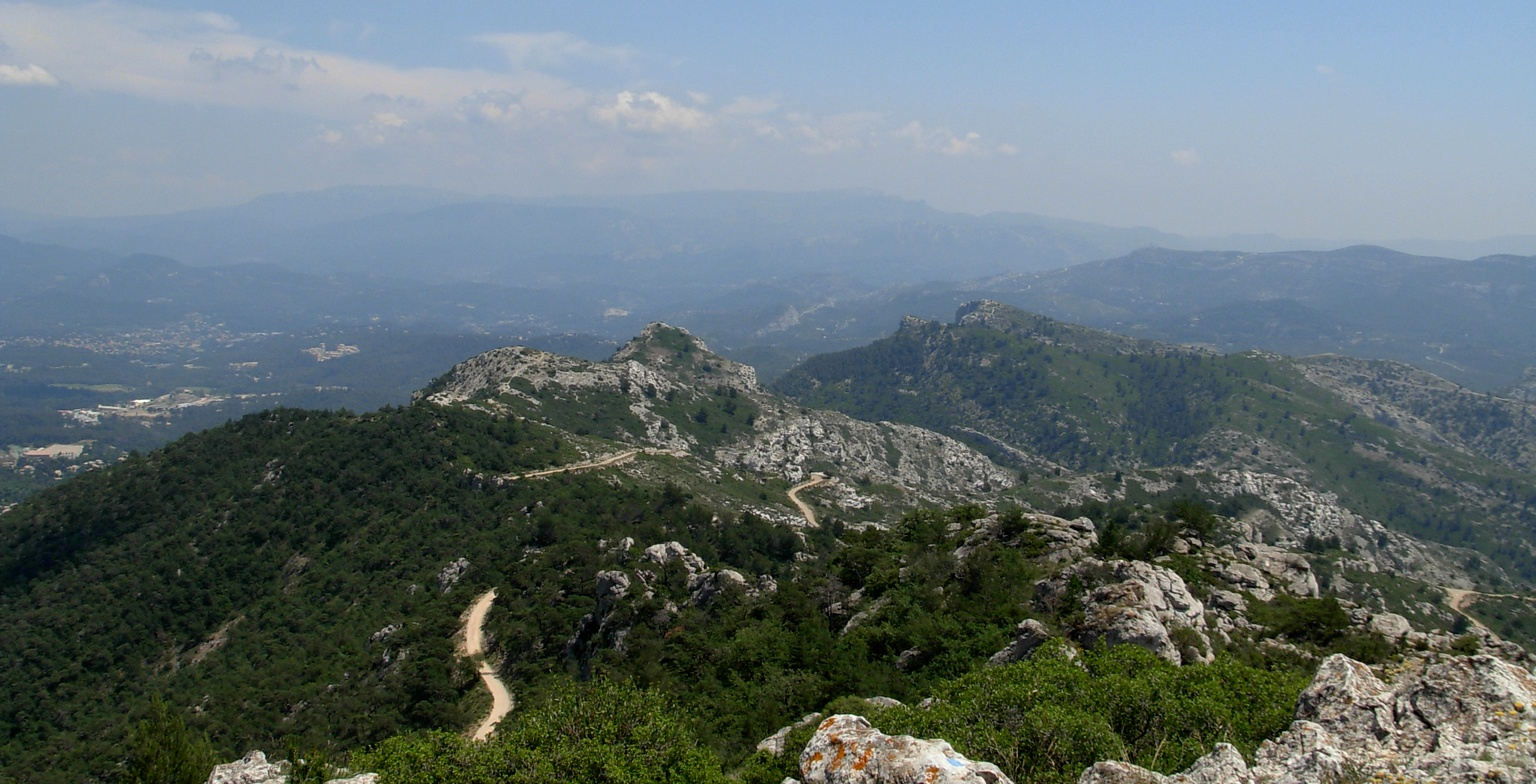
Le mont Julien, extrémité est du massif

Dans les Bouches-du-Rhône, le massif forme une sorte de frontière naturelle de la région de Marseille au nord, séparant les bassins de l'Arc et de l'Huveaune.
Ses points culminants sont : à l'ouest le sommet de Grande-Étoile (altitude 590 mètres) et l'Étoile (652 mètres, point culminant de la commune de Marseille), à l'est la Tête du Grand-Puech (779 mètres, point culminant de la chaîne) et le mont Julien (647 mètres), tandis que le centre du massif est dominé par le Pilon du Roi (710 mètres) dont le nom est une déformation du provençal Pieloun dóu Roure, soit le « pic du chêne ».

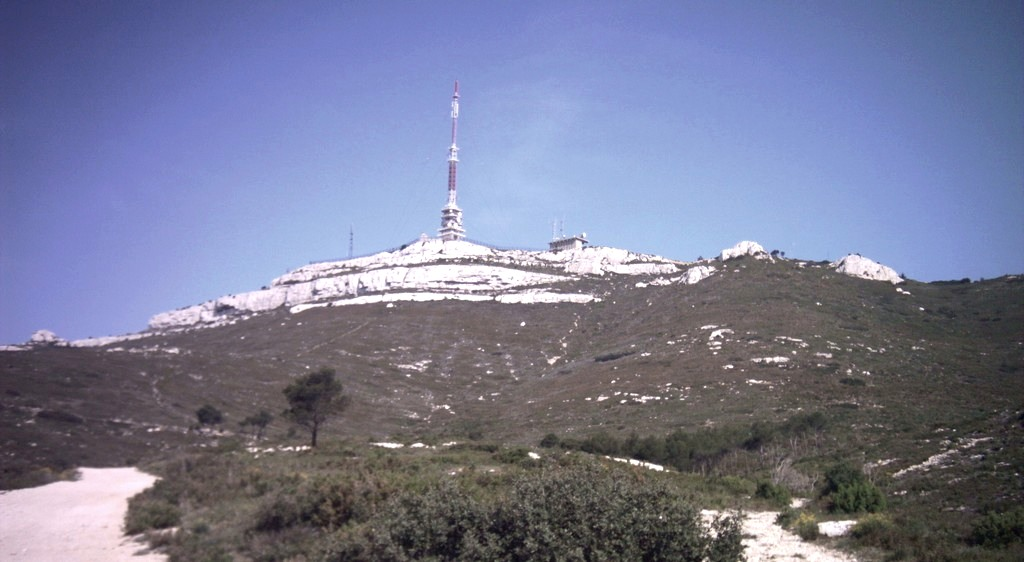
L'émetteur de Grande Étoile vu de Palama (Marseille, 13e arrondissement)

S'étalant d'ouest en est sur plus de 10 kilomètres, sa largeur maximale ne dépasse guère les 6 kilomètres. Il est limité à l'ouest par le couloir de Septèmes-les-Vallons, qui le sépare de la chaîne de l'Estaque, et au sud-est par le vallon du Jarret, qui le sépare du massif du Garlaban.
Au sommet de Grande Étoile se trouve un des deux émetteurs de télévision de la ville, l’autre se situant sur l'île de Pomègues, dans l’archipel du Frioul. La hauteur du pylône est de 148,20 mètres et abrite des émetteurs FM (dont 3 de 400 kW) et UHF et numérique.

### Géologie
La chaîne de l'Étoile est un massif principalement composé de calcaires : calcaire franc dur, calcaire dolomitique et calcaire impur, où s'étendent de nombreuses zones rupestres (falaises, rochers nus, etc.) formées par ces deux types de substrat. Cet espace s’est formé il y a plusieurs millions d’années, par les plissements de roches causés par le mouvement des plaques tectoniques. Les calcaires marneux des étages hauterivien et valanginien présentent des gisements fossilifères riches, analogues à ceux du massif du Garlaban.
La chaîne de l’Étoile et le massif du Garlaban recèlent des ressources minérales qui ont très longtemps été exploitées par l’homme : le calcaire pour la chaux, le silex pour la chasse, le charbon, la bauxite et le gypse.

### Faune et flore

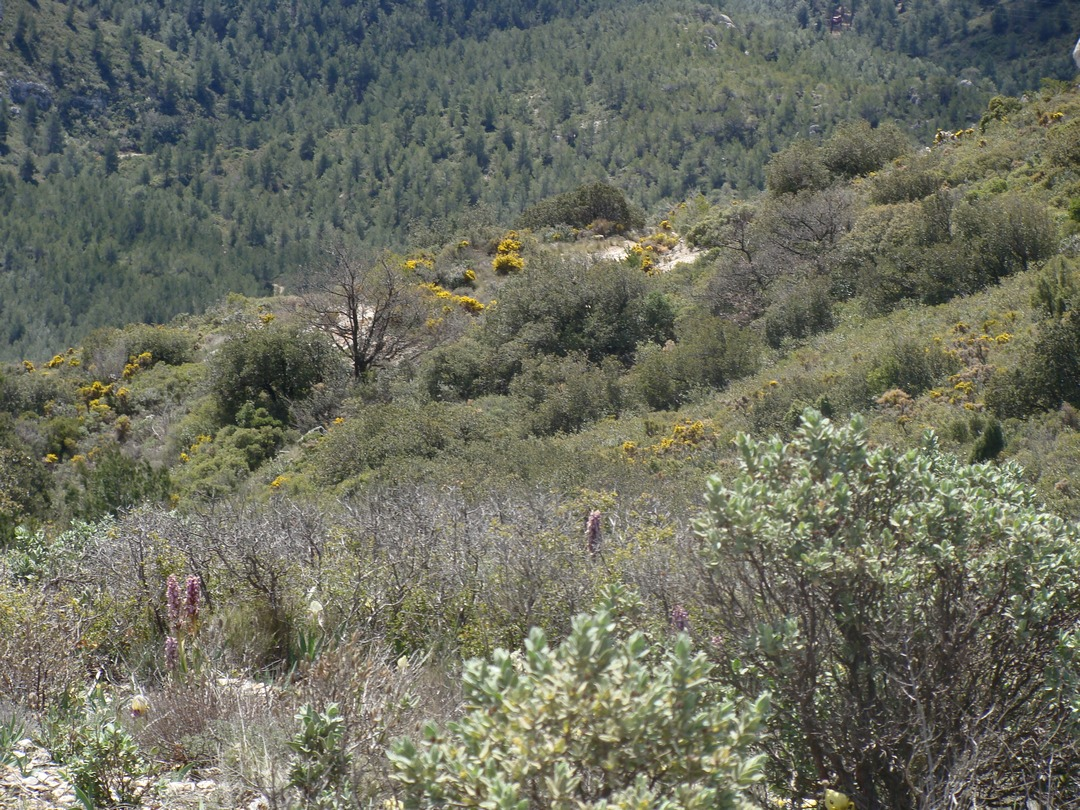
Vue sur la végétation du massif (versant sud, près du Pilon du Roi)

L'opposition de l'adret et de l'ubac est remarquable du point de vue de la végétation. L'adret aride est recouvert de garrigue et des restes d'une forêt de pin d'Alep rescapés de l'incendie de 1997 qui a ravagé 3 500 ha. L'ubac plus humide présente encore de belles forêts de pins d'Alep, chêne vert, chêne pubescent et entre Mimet et Cadolive à partir de 450 mètres, une belle forêt de pin sylvestre, la plus méridionale du Sud-Est de la France[réf. nécessaire] avec sous-bois de houx, érables,  et sorbiers (Sorbus torminalis). Sa flore présente un grand intérêt avec des espèces endémiques et/ou rares (Sabline de Provence, Anémone palmée, Petite jurinée). Les crêtes présentent la rare association du genêt de lobel.
Composition du site : 
- maquis et garrigues 57 % ;
- forêts sempervirentes non résineuses 25 % ;
- pelouses sèches 10 % ;
- forêts de résineux 5 % ;
- rochers intérieurs, éboulis rocheux 3 %.

L'entomofaune est assez riche en diversité, en particulier pour les lépidoptères et coléoptères. L'herpétofaune est caractéristique des collines calcaires chaudes de Provence. La Baume Loubière, découverte en 1895 près de Château-Gombert, était pleine de squelettes de loups.
La faune est assez pauvre : sanglier, lapins, renards, lièvres, quelques oiseaux, et parfois une genette et une gerboise.
La neige est présente quelques jours par an, du moins sur le versant nord, notamment au-dessus de Mimet.
Des routes du feu parcourent le massif.

### Découpage administratif
Le massif est partagé entre sept communes qui l'entourent :

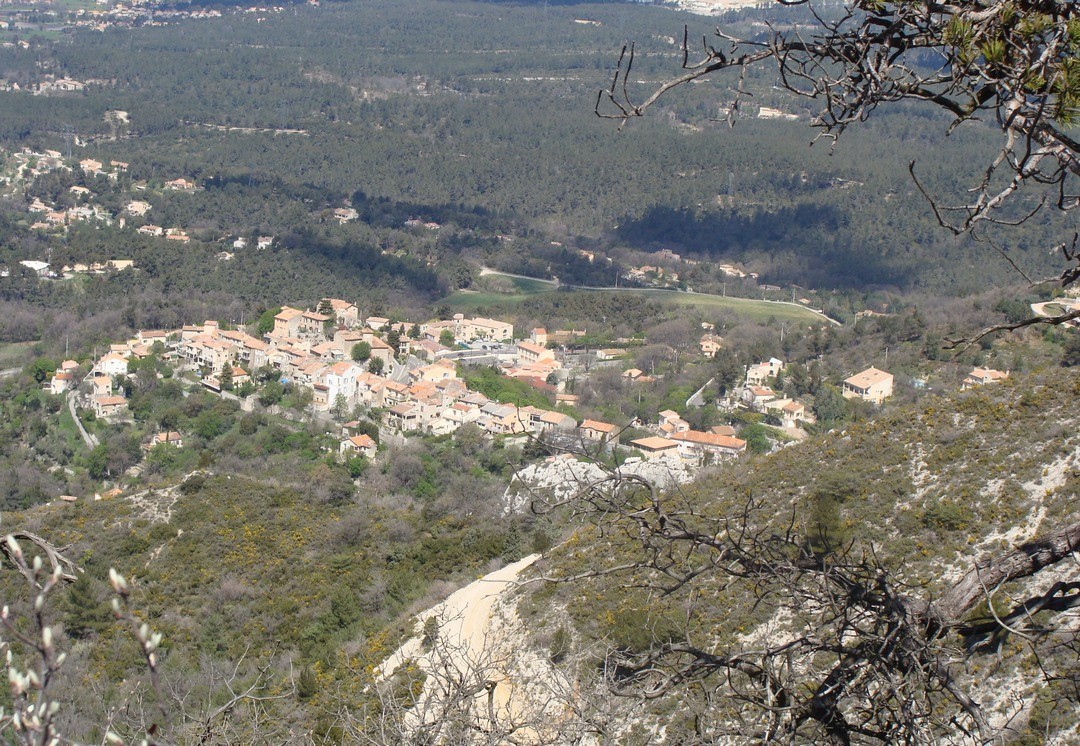
Le village de Mimet vu depuis la crête entre le Grand Puech et le col Sainte-Anne.

- à l'ouest, Septèmes-les-Vallons, d'où partent plusieurs chemins vers le sommet de Grande Étoile, dont une route d'accès aux émetteurs de télévision (interdite à la circulation privée) ;
- au nord, Simiane-Collongue, dont le quartier Saint-Germain est blotti au pied du Pilon du Roi, et Mimet, niché sous le Baou Traouqua (littéralement falaise percée), et dont part l'unique route permettant aux véhicules d'accéder à la ligne de crête (au col Sainte-Anne) ;
- à l'est, Saint-Savournin et Cadolive, surplombés par les hautes falaises du Grand Puech et du mont Julien ;
- au sud, les quartiers de Logis-Neuf et la Fève de la commune d'Allauch, et les quartiers nord de Marseille (Château-Gombert, le Merlan, Sainte-Marthe, Saint Joseph, Borel), d'où partent de nombreux chemins ou sentiers vers chacun des sommets de la chaîne.

La ligne de crête ne constitue pas la limite entre les communes du nord et celles du sud : la commune de Simiane-Collongue descend au sud du Pilon du Roi, et celle de Mimet au sud du Baou Traouqua (vallon du Jas de Mimet).

### Peuplement

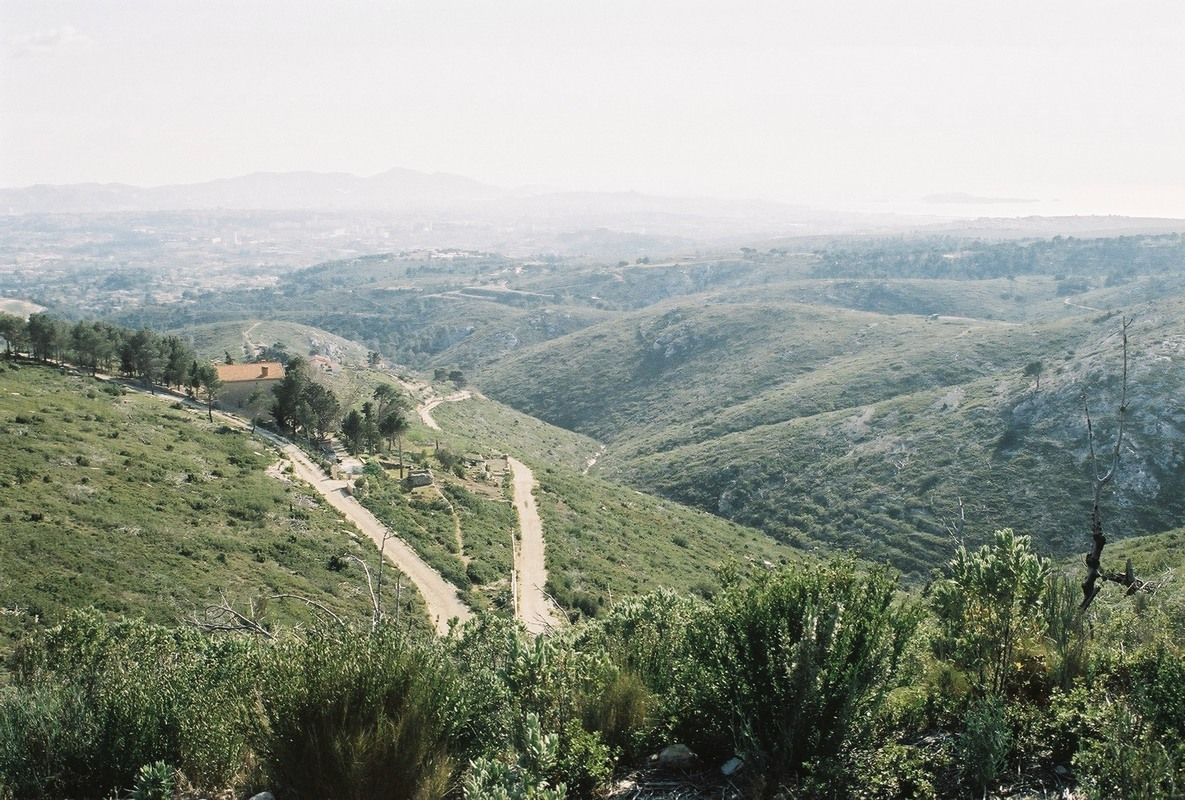
Une des rares maisons encore occupées sur le versant sud du massif (vallon du Sauveur, Marseille 13e). Sur la droite on aperçoit les traces d'anciennes cultures en terrasses

Le massif de l'Étoile a longtemps été un espace de pâture pour les troupeaux, ainsi qu'une ressource en bois ; localement cultivé, il a  été habité à différentes époques, essentiellement par des communautés monastiques : Notre Dame de Roue, au sud du col Sainte-Anne, école janséniste de jeunes filles dans les murs de Notre-Dame des Anges, antérieurement sur ce même site, ermitage de diverses communautés érémitiques dont on dit que les Nestoriens ont été les premiers occupants.
Aujourd'hui l'Étoile ne contient quasiment aucun habitat. On trouve quelques maisons isolées sur le coteau de Palama, dans le 13e arrondissement de Marseille. Dans la seconde moitié du XXe siècle, la commune de Marseille a implanté deux ensembles d'habitations sur les premiers gradins bordant l'Étoile au sud, à 250 mètres d'altitude : la Batarelle dans les années 1960, et la Parade dans les années 1970 ; Septèmes a fait de même aux Peyrards. Mais ces empiètements ne semblent pas devoir se multiplier.

## Histoire
Les premières traces d'occupation datent du Néolithique final (3000 av. J.-C., Baou Roux). Le Bronze ancien (2000 av. J.-C.) puis le Bronze final (800 av. J.-C.) montrent des pics d'occupation au nord, idem pour l’âge du fer (500 av. J.-C. environ), puis vers 200 av. J.-C. environ. Vers 123 av. J.-C., le consul romain Caius Sextius Calvinus occupe la région avec ses légions et rase les oppida de la région.
La présence de trois oppida sur le massif témoigne de l'occupation avant la période romaine : sur les communes de Simiane (Baou Roux), de Mimet (Tête de l'Ost) et de Septèmes (les Mayans). Des fouilles ont été entreprises sur différents sites.
Le début de la chrétienté a vu l'occupation des nombreux sites (grottes, ermitages) par des ermites et des moines. Subsistent des différentes époques :
- de nombreux oratoires (suite d'oratoires de l'ancienne route de Mimet) ;
- des ermitages et des bâtiments ayant perdu leur vocation (Notre-Dame des Anges) ou même ruinés (Notre Dame du Rôt, jardin et grotte des Ermites, grotte de la Baume Vidal attachée à une légende sur le passage de sainte Marie Madeleine[7]) ;
- un monastère d'implantation récente, Sainte-Lioba à Simiane. Fondé par Hildegard Michaelis (née en 1900 à Erfurt) en 1968, sur les lieux d'un ancien prieuré des moines de l’abbaye Saint-Victor de Marseille du Xe siècle, il accueille deux communautés de sœurs et de frères bénédictins[8].

Les sommets du massif ont longtemps servi d'amer. On apprend ainsi qu'en 1736, les marins se servaient d'un sommet appelé le « Moulon de Bled » pour identifier un haut fond dangereux, le Veyron, dans l'axe de Notre-Dame de la Garde. Ce sommet semble correspondre au mont Julien.
Des restanques en ruine sous les pins témoignent de cultures abandonnées[Quand ?].
L'industrie des carrières de pierre, granulat, calcaire à chaux et à l'époque moderne du ciment a aussi formé le territoire. Le ciment (calcaire et argile) était présent par le biais de l'ancienne usine de Valdonne en limite de massif (Vicat puis Lafarge) et l'unité Lafarge Bouc Bel Air, ouverte en 1958 à La Malle. On note ainsi des vestiges de fours à chaux circulaires (Saint-Joseph, à Allauch) mais la toponymie en mentionne de nombreux de petite taille (Septemes, Bivert).
Une industrie chimique ancienne marque aussi les contreforts du massif comme à Septème avec les cheminées rampantes.
Lors du débarquement et alors que les routes DFCI n'existaient pas encore, Marseille était défendue par des verrous dont celui de Septèmes et celui de la route des Termes. Suivant l'exemple du 3e bataillon du 7e RTA qui a traversé le Garlaban à dos de mules par le vallon des Danzaïres puis le plan de l'Aigle,, le 22 août le 11e du 7e RTA est acheminé au carrefour de la Pomme (la Bouilladisse) par camion puis gagne Mimet où il passe la nuit. Le lendemain, deux colonnes muletières montent vers le col Sainte-Anne pour l'une prendre à revers les défenses de Septèmes (sans que l'on sache si elle l'a franchi ou si elle est restée sur l'ubac), et pour l'autre descendre sur Plan de Cuques.
De cette époque, on note aussi la grotte dite des Maquisards, sur la crête au niveau de Luminier, et l'occupation au nord-ouest par une petite garnison allemande de la zone qui deviendra la carrière Lafarge (les Bastidonnes). Le château porte encore les traces de balles et éclats d'obus et les anciens sont nombreux à témoigner d'objets relatifs aux combats exhumés par l'exploitation.
Enfin, la batterie postée sur une des collines juste au sud (vallon du Maire et de la Barre de Fer à Septèmes) est antérieure et n'a pas servi aux Allemands.

## Activités

### Randonnée

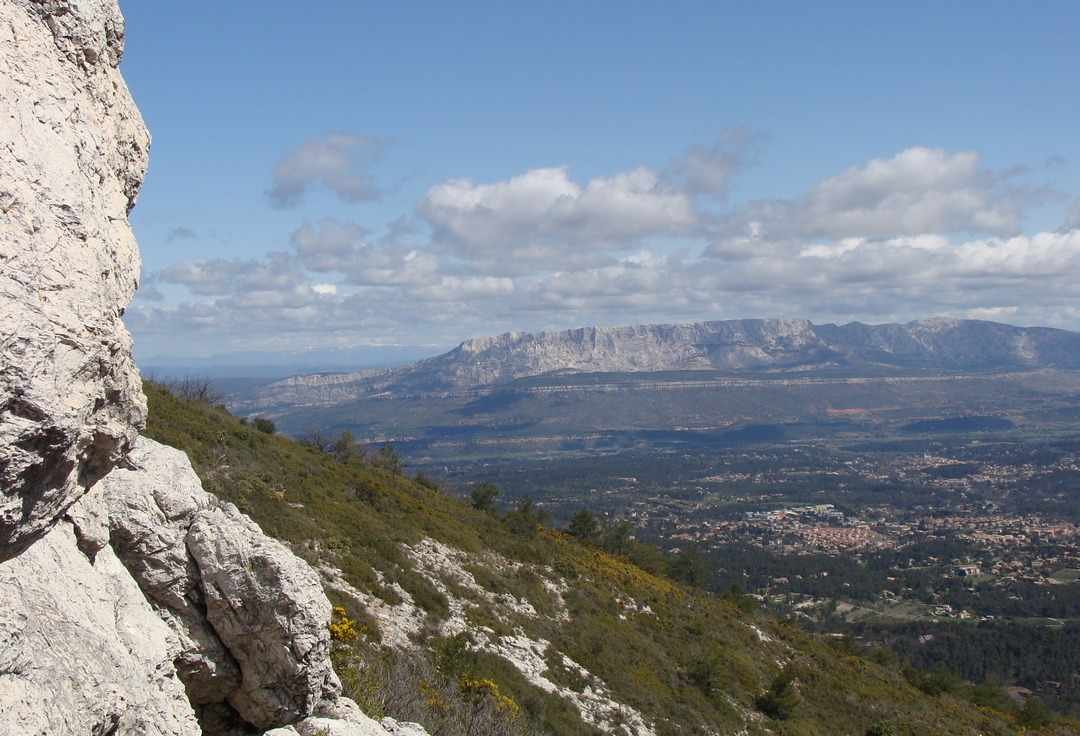
Vue sur la Sainte-Victoire depuis la crête entre le Grand Puech et le mont Julien. À l'horizon on aperçoit la montagne de Lure enneigée (photo prise au printemps).

Le massif de l'Étoile offre un grand espace de nature aux portes de Marseille. Les crêtes, balayées par les vents, offrent de belles vues sur la rade de Marseille et le massif des calanques au sud, la Sainte Victoire au nord et la Sainte-Baume à l'est.
Le massif est largement ouvert au public, mais fortement protégé contre la pénétration des véhicules. Une seule route traverse le massif, de Mimet au nord à Logis-neuf (commune d'Allauch) au sud. Mais cette route est interdite à la circulation automobile. Elle permet seulement l'accès :
- depuis Mimet jusqu'à un parking aménagé à environ un kilomètre sous le col Sainte-Anne (altitude 589 mètres), situé entre le Pilon du Roi (alt. 710 m) et le Baou Traouqua (alt. 740 m)
- depuis Marseille jusqu'au lieu-dit Lou Limas (alt. 332 m), d'où partent plusieurs sentiers.

Quelques anciens chemins d'exploitation et plusieurs routes du feu (DFCI) quadrillent l'ensemble du massif. Ces voies larges et peu pentues sont facilement accessibles aux promeneurs et aux VTTistes. Certaines conduisent jusqu'au sommet de Grande Étoile :
- depuis Septèmes-les-Vallons (quartiers des Caillols ou de la Rougière),
- depuis Marseille-nord (les Borels, la Batarelle, la Parade, Palama, Sainte-Marthe, Le Merlan),
- depuis Plan-de-Cuques (la Montade),

ou du Grand Puech depuis la route de Marseille à Trets (D 908)
La grande attraction reste la route DFCI entre le col Sainte-Anne et le Pilon du Roi, au départ de Mimet, qui attire chaque dimanche de nombreuses familles pour des vues sur les massifs environnants et sur la rade de Marseille.
De nombreux itinéraires sur sentiers sont balisés. La nature du relief les réserve en règle générale aux bons marcheurs. Outre les accès déjà cités, ces sentiers permettant de pénétrer dans le massif depuis Septèmes et Bouc-Bel Air, puis Simiane-Collongue (Saint-Germain) au nord, Saint-Savournin et Cadolive à l'est, la Fève (commune d'Allauch) au sud. 

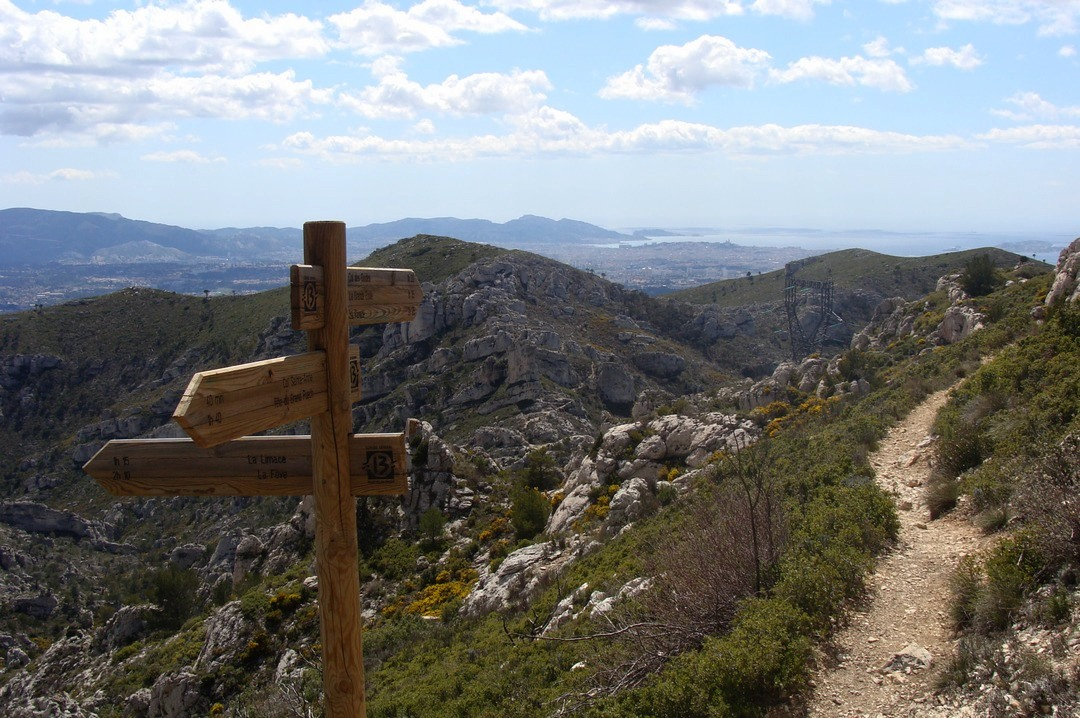
Balisage réalisé par le comité départemental du tourisme près du col Sainte-Anne

Principaux sentiers balisés au sud, d'ouest en est :
- de la Batarelle à Grande Étoile (marques jaunes) ;
- de la Parade à Grande Étoile (marques bleues) ;
- de Palama (est de Château-Gombert) au col des Ouides (marques jaunes) ;
- de la Fève (est de Plan de Cuques) au Pilon du Roi (marques vertes) par le vallon du Pilon du Roi ;
- de lou Limas (nord du Logis Neuf) au Baou Traouqua (marques rouges), avec la remontée dans le vallon sous le col Sainte-Anne, la grotte du Facteur ;
- de la Fève à la Tête de Grand Puech (marques rouges) ;
- de la Fève au mont Julien surplombant Cadolive (marques bleues) ;
- de Cadolive au mont Julien (marques jaunes, circuit) ;
- de Grande Étoile au mont Julien, sentier des crêtes (marques bleues).

Le GR2013 inauguré lors de l'année 2013 qui vit Marseille capitale européenne de la culture, parcourt le massif.
Au-dessus de Palama, un sentier de découverte botanique est aménagé dans la colline. Non loin de là, le parc départemental de la Nègre abrite une figueraie. À la Batarelle, on peut voir le réservoir de Vallon Dol, réserve en eau de la ville de Marseille nichée dans les collines. Près de Château Gombert, les Grottes Loubière étaient une curiosité intéressante, jadis aménagée pour le tourisme, mais elle est fermée depuis plus de 30 ans à cause de problèmes de sécurité.
Le vallon des Santons à l'ubac est lui aussi digne d'intérêt tout comme les balcons surplombant Simiane.

### Protection environnementale
Colinéo (anciennement Colinéo-Assenemce) est une association à but non lucratif, de type loi de 1901. Elle vise à sauvegarder le patrimoine naturel et culturel du nord-est de Marseille, de la chaîne de l’Étoile et du massif du Garlaban. Créée en 1973 dans l’urgence, afin de faire face aux problèmes liés à l’urbanisation envahissant les piémonts de la chaîne de l’Étoile, Colinéo reste toujours vigilante quant aux menaces qui planent sur la chaîne de l’Étoile et le Massif du Garlaban. Corrélativement, elle développe des actions de sensibilisation / éducation à l’environnement, et de préservation de la biodiversité et du patrimoine agricole ancestral.
Colinéo a également réuni sous son égide 25 associations d’usagers des massifs et de protection de l’environnement au sein du Collectif Étoile-Garlaban. Ce collectif est chargé par arrêté préfectoral d’assurer, en partenariat avec l’Office national des forêts, la communication sur le site Natura 2000 « Chaîne de l’Étoile – Massif du Garlaban ».

## Culture populaire
Marcel Pagnol situe dans le massif de l'Étoile le village de son diptyque L'Eau des collines : Jean de Florette et Manon des sources. Le tome 1, Jean de Florette, commence ainsi :

« Les Bastides Blanches, c'était une paroisse de cent cinquante habitants, perchée sur la proue de l'un des derniers contreforts du massif de l'Étoile, à deux lieues d'Aubagne. [...] Une cinquantaine de bâtisses mitoyennes, dont la blancheur n'était restée que dans leur nom. »